# Benedict Wong
Benedict Wong, född 3 juni 1971 i Eccles i Greater Manchester, är en brittisk skådespelare. Hans föräldrar emigrerade från Hongkong till Storbritannien via Irland. Han spelar karaktären Wong i bland annat Doctor Strange (2016), Avengers: Infinity War (2018) och Avengers: Endgame (2019) i filmserien Marvel Cinematic Universe. Dessutom spelade han rösten för Alex Yu i datorspelet Prey (2017).

## Filmografi (i urval)
- 2000 – Kiss Kiss (Bang Bang)
- 2001 – Wit
- 2001 – Spy Game
- 2002 – Dirty Pretty Things
- 2003 – Code 46
- 2002–2005 – Look Around You (TV-serie) (2 avsnitt)
- 2005 – On a Clear Day
- 2005 – A Cock and Bull Story
- 2007 – Sunshine
- 2007 – Grow Your Own
- 2008 – Largo Winch
- 2009 – Moon
- 2010 – Shanghai 2010
- 2011 – The Lady
- 2011 – Johnny English Reborn
- 2012 – Prometheus
- 2013 – Hummingbird
- 2013 – Kick-Ass 2
- 2014–2016 – Marco Polo (TV-serie) (20 avsnitt)
- 2015 – The Martian
- 2016 – Doctor Strange
- 2017 – 2036: Nexus Dawn (kortfilm)
- 2018 – Annihilation
- 2018 – Avengers: Infinity War
- 2019 – Avengers: Endgame
- 2019 – Gemini Man
- 2021 – Raya och den sista draken (röst)
- 2021 – What If...? (TV-serie) (röst)
- 2021 – Spider-Man: No Way Home
- 2022 – Doctor Strange in the Multiverse of Madness
- 2023 – Trollkarlens elefant (röst)
- 2026 – Weapons